# Port esportiu

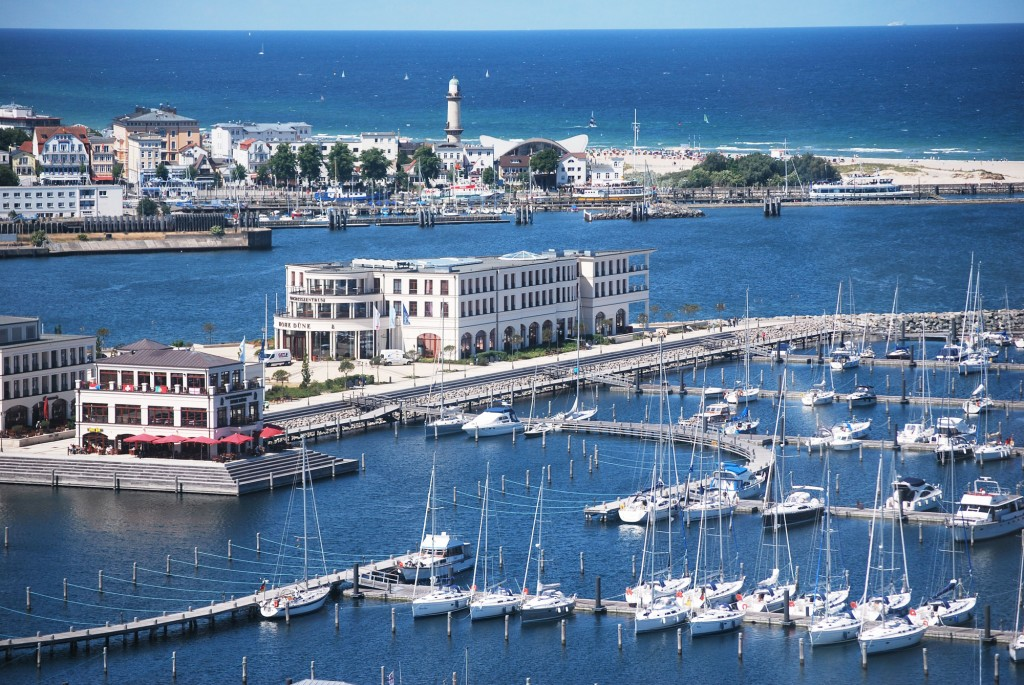
Marina YachthafenResidenz Hohe Düne, Rostock.

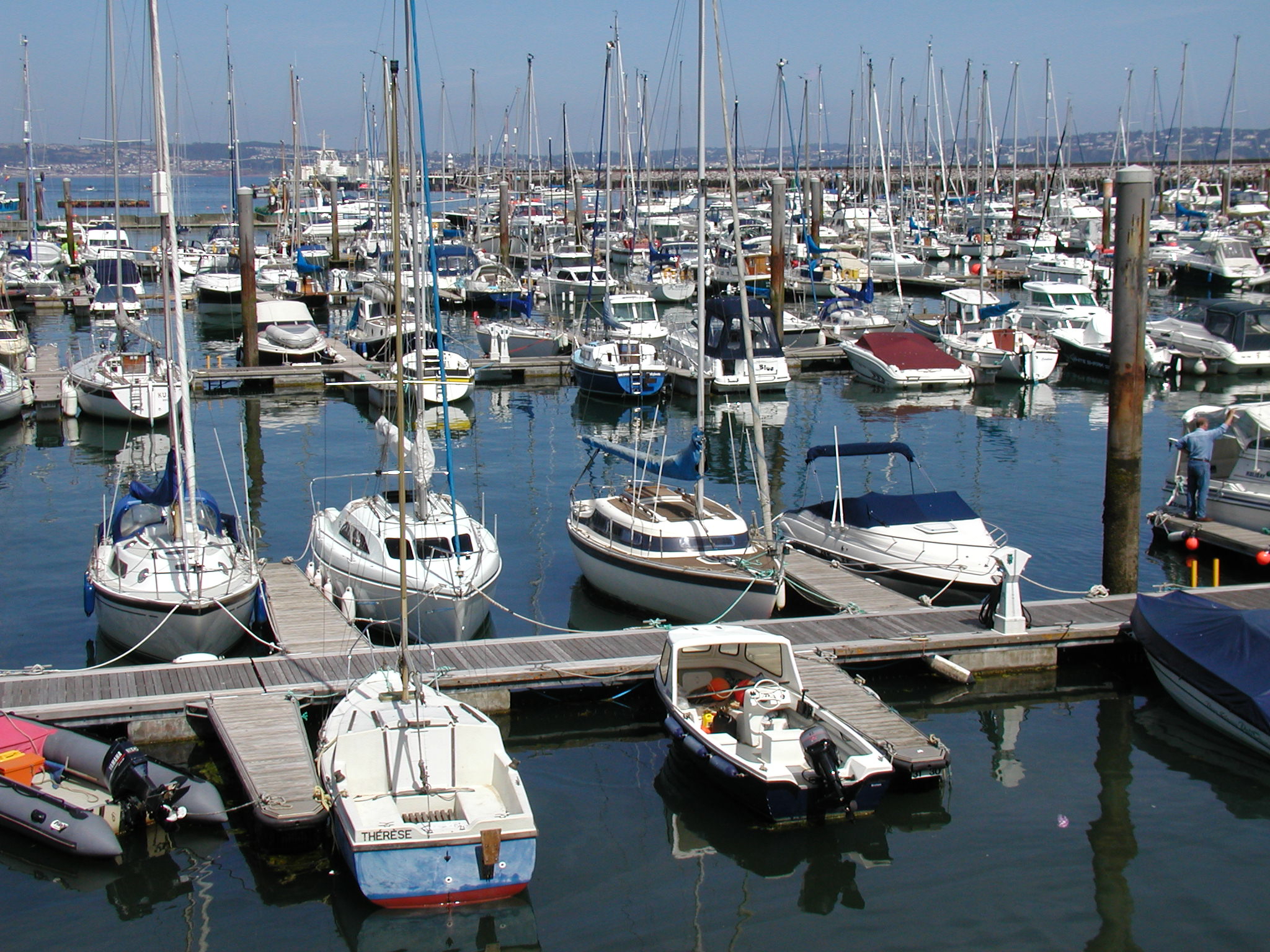
Port esportiu de Brixham a Devon, Regne Unit.

Un port esportiu és un port abrigat amb amarratges per a iots i vaixells petits. Normalment l'accés està reservat per a membres i propietaris d'embarcacions. Els ports esportius tenen connexions d'electricitat i aigua, llocs per guardar equipament, dutxes, lavabos, etc.
També hi ha molts clubs que posseeixen un dic sec i altres instal·lacions necessàries per a la reparació i carenatge de les embarcacions amb grues, escales i tallers.
La majoria dels ports esportius compten amb un club nàutic a la vora del port, on hi ha generalment informació sobre l'estat del temps i la mar i facilitats sanitàries bàsiques. També hi ha normalment un local social amb restaurant, bar o cafeteria i sovint una sala per activitats de lleure, on els mariners es poden reunir.
Hi ha ports pesquers en els quals els iots i els vaixells de pesca comparteixen el mateix port, com el de Blanes. Sovint els ports esportius de les grans ciutats es troben dins d'un port marítim commercial, com els del Reial Club Nàutic de Barcelona i el Reial Club Marítim de Barcelona. D'altres, com el de Cartagena, es troben dins de la Base Naval de l'Armada.
A Catalunya els ports esportius es poden trobar també en llacs i embassaments, on funcionen principalment l'estiu. Un dels projectes més ambiciosos és la "marina" residencial d'Empuriabrava a la comarca de l'Alt Empordà. L'extens complex d'Empuriabrava va integrar una urbanització residencial amb un port esportiu. Construït damunt una zona d'aiguamolls, els iots i altres embarcacions es poden amarrar a la vora de les cases individuals comunicades amb una xarxa de canals artificials.

## Impacte ecològic
Molts ports esportius als Països Catalans són de construcció recent. Durant les darreres tres dècades han proliferat molt a la costa Mediterrània.
L'abundància de ports a la costa pot tindre un efecte negatiu sobre els ecosistemes ja molt degradats del litoral català. Aparentment, l'alteració dels fluxos de corrents paral·lels a la costa pot causar la destrucció de platges de sorra i de la vegetació marítima com els alguers.